# Yeol Eum Son

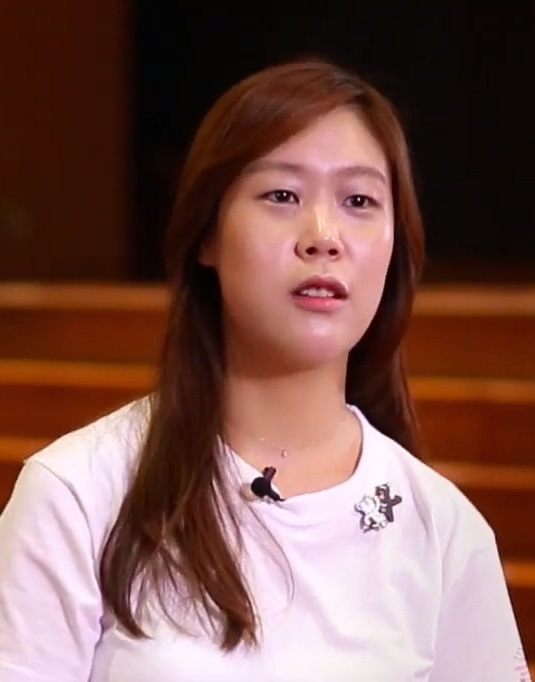
Yeol Eum Son (2017)

Yeol Eum Son (손열음, Son Yeol-eum; * 2. Mai 1986 in Wonju, Südkorea) ist eine südkoreanische Pianistin.

## Leben
Yeol Eum Son begann im Alter von 3 ½ Jahren mit dem Klavierspiel. Als 12-Jährige begann sie ihr Studium beim Pianisten Kim Dae-jin, und als 16-Jährige ging sie an die Korean National University of Arts, um dort ihre Studien fortzusetzen. Später war sie Studentin in der Klavierklasse von Arie Vardi an der Musikhochschule in Hannover, wo sie seither lebt.
Mit dem New York Philharmonic Orchestra unter Lorin Maazel war sie 2004 auf Asien-Tournee inklusive Seoul. Im Juli 2009 spielte sie als Solistin mit der Tschechischen Philharmonie unter Juraj Valčuha und Vilde Frang (Violine). Im folgenden Kissinger Sommer (2010) gab diese einen eigenen Klavierabend. 2011 errang Son den 2. Preis beim XIV. Internationalen Tschaikowski-Wettbewerb. Darüber hinaus erhielt sie den 1. Preis für die beste Aufführung der Auftragskomposition von Rodin Schtschedrin sowie den 1. Preis für die beste Kammermusikinterpretation.
2018 wurde Yeol Eum Son zur künstlerischen Leiterin des PyeongChang Music Festival in Korea ernannt.

## Preise
- 1997: 2. Preis beim Internationalen Tschaikowski-Wettbewerb für junge Musiker in Moskau.
- 1999: 1. Preis beim US-amerikanischen „Oberlin International Piano Festival“.
- 2001: 1. Preis beim 7. Internationalen Wettbewerb für junge Pianisten Ettlingen.
- 2002: 1. Preis bei der 53. Gian Battista Viotti International Music Competition in Vercelli (Italien).
- 2005: 1. Preis bei der 10. Hamamatsu international Piano Academy in Hamamatsu (Japan).[2]
- 2005: 3. Preis beim „Arthur Rubinstein International Piano Master Competition“ in Tel Aviv (Israel).
- 2008: 1. Preis beim Kissinger Klavierolymp.
- 2009: 2. Preis und „Steven De Groote-Erinnerungspreis“ beim 13. Van Cliburn International Piano Competition in Fort Worth (Texas).
- 2011: 2. Preis beim XIV. Internationalen Tschaikowski-Wettbewerb in Moskau.[3]

## Diskografie (Auswahl)
- Chopin, Etudes
  - Etüden op. 10 und Etüden op. 25 (Universal Music, 2004)
- Chopin: Nocturnes for Piano & Strings (Universal Music, 2008)
- Yeol Eum Son – Silver Medalist 13th Van Cliburn Competition (Harmonia Mundi, 2009)
- Modern Times: Berg, Prokofjev, Stravinsky, Ravel (Decca, 2012)
- Schumann & Brahms: Sonatas, Romances – mit Clara-Jumi Kang, Violine (Decca, 2016)
- Mozart: Konzert KV 467, Sonate KV 330, Variationen über „Lison dormait“ KV 264, Fantasie KV 475 – unter Neville Marriner (Onyx, 2018)
- Under the Sun: Piano and a Cop of Coffee, mit James Jae-won Moon, 2. Klavier (2019)
  - Werke für zwei Klaviere von Edward Grieg, Camille Saint-Saëns, Rodion Schtschedrin, Francis Poulenc, Percy Grainger, Antonio Vivaldi, Manuel de Falla, Darius Milhaud, Arthur Benjamin und George Gershwin
- Schumann (Onyx, 2020)
- Kapustin (Onyx, 2021)
  - Eight Concert Etudes op. 40, Variations op. 41, Moon Rainbow op. 161, Sonatina op. 100, Piano Sonata Nr. 2